# Ukrivljen zaslon

## Zgodovina ukrivljenih zaslonov
Prvi ukrivljeni zasloni na svetu so bila platna Cinerama, ki so bila premierno predstavljena v New Yorku leta 1952. Številni kinematografi, vključno s Cinerama Dome v Hollywoodu, so pričeli uporabljati vodoravno ukrivljena platna, s čimer so odpravljali popačenja slik, povezana z izjemno širokimi formati, na primer 23:9 CinemaScope.

Pri projiciranju slik na popolnoma ravno platno se razdalja, ki jo mora prepotovati svetloba od izvorne točke, npr. projektorja, povečuje skupaj s povečevanjem razdalje ciljne točke od središča platna. Ta razlika v prepotovani razdalji povzroča blazinasto popačenje, pri katerem je slika na levem in desnem robu platna ukrivljena navznoter in razpotegnjena navpično, zaradi česar je celotna slika videti zamegljena.
Ukrivljena platna pa omogočajo ohranjanje bolj ali manj enake razdalje, ki jo mora prepotovati svetloba do vseh točk platna, s čimer je odpravljen učinek popačenja in je izkušnja pri gledanju bolj naravna.

## Prihod in lastnosti televizorjev z ukrivljenimi zasloni

### Zakaj ukrivljeno?
Sodobni televizorji rastejo po velikosti in zmogljivosti ločljivosti, s čimer poustvarjajo vedno bolj realistične slike. Ukrivljena oblika nudi pristnejšo izkušnjo pri gledanju. Ukrivljeni zasloni nudijo pri gledanju z optimalne razdalje v primerjavi s ploskimi zasloni širše kote gledanja, zaradi česar je izkušnja pri gledanju bolj realistična in pristnejša, hkrati pa omogoča tudi boljši kontrast na zaslonu za jasnejše in bolj žive slike.
1)	Večja pristnost: Širši kot gledanja omogoča bolj realistično in pristnejšo izkušnjo pri gledanju.
2)	Naravna in udobna izkušnja pri gledanju: Ukrivljeni zasloni so primernejši za človeško sposobnost vizualnega zaznavanja in ohranjajo enakomerno razdaljo gledanja celotnega zaslona in naravnejšo ter udobnejšo izkušnjo.
3)	Jasnejša kakovost slike: Slike, prikazane na ukrivljenih zaslonih, so videti ostre in čiste po celotnem zaslonu.

### Večja pristnost
Ukrivljeni zasloni dopolnjujejo gledalčevo vidno polje za bolj realistično izkušnjo, ki gledalca povleče globlje.
Ker je goriščna ravnina zaslona bližje gledalcu kot pri ploskem zaslonu, gledalec izkusi tudi stereoskopski učinek.

### Naravna in udobna izkušnja pri gledanju
Ukrivljeni televizorji so primernejši za človeško sposobnost vizualnega zaznavanja, saj človeške oči in možgani pri gledanju ploske slike odpravljajo popačenja in plosko sliko prepoznavajo kot ukrivljeno. Gledanje že ukrivljenih slik, na primer slik, prikazanih na ukrivljenem televizorju, sprošča sposobnost vizualnega zaznavanja, zato očem in možganom ni treba izvajati potrebnega odpravljanja in omogoča uživanje ob bolj naravni in resnični sliki.
Vse točke ukrivljenega zaslona so od gledalca oddaljene enako, zaradi česar je izkušnja pri gledanju udobnejša in bolj naravna.
Ukrivljeni zasloni ohranjajo tudi enakomerno razdaljo med gledalčevimi očmi in vsemi točkami na zaslonu, s čimer izničijo potrebo po prilagajanju goriščem pri ogledu izsekov z izjemno hitrim gibanjem, zaradi česar je izkušnja pri gledanju izjemno prijetna.
Poleg tega nudijo ukrivljeni zasloni panoramski učinek, ki zapolni gledalčevo vidno polje in na zaslonu prikaže slike resničnejše in pristnejše. Podobni učinki so uporabljeni pri simulatorjih letenja in naglavnih zaslonih za poustvarjanje realističnih izkušenj. Pravzaprav je bilo med preizkusi ugotovljeno,d a najbolj realističen učinek omogočajo prav ukrivljeni zasloni.
Televizorji z ukrivljenimi zasloni se poleg tega ponašajo tudi z manjšim odprtim zakotjem, s čimer zmanjšujejo tudi količino stranske svetlobe, ki se odbija od zaslona in je odsevana v gledalčev obraz. Šibkejše bleščanje ustvarja prijetnejšo izkušnjo pri gledanju.

### Jasnejša kakovost slike
Za razliko od televizorjev s ploskimi zasloni, pri katerih sta razmerje kontrasta in čistost najboljša pri gledanju televizorja neposredno s sprednje strani, nudijo televizorji z ukrivljenim zaslonom boljši kontrast in kakovost tudi pri gledanju pod kotom.

### Mnenje strokovnjakov o lastnostih televizorjev z ukrivljenimi zasloni
Kot pri kinodvorani, v kateri so dobri in slabi sedeži, obstaja tudi pri gledanju televizorja z domačega naslonjača optimalen položaj. Ta položaj je neposredno v središčni osi televizorja s središčno točko zaslona v višini oči. Gledalci, ki sedijo v katerem koli drugem položaju, so podvrženi manjšemu ali močnemu slabšanju kakovosti slike. Najmočnejše slabšanje je trapezoidno popačenje.
To pomeni, da omogoča gledanje televizorja s ploskim zaslonom z domačega naslonjača uživanje samo eni ali dvema osebama. Televizorji z ukrivljenim zaslonom po drugi strani omogočajo optimalen položaj in izjemen vidni kot tudi gledalcem, ki sedijo izven tega kota, zaradi česar lahko uživajo v najboljši kakovosti slike in najmanjšem možnem trapezoidnem popačenju in ostalih vrstah popačenj.
Morda je največja prednost, ki jo nudijo televizorji z ukrivljenim zaslonom, dejstvo da zaradi svoje ukrivljene zasnove drastično zmanjšujejo bleščanje okoliške svetlobe. Najmanjše odprto zakotje televizorja z ukrivljenim zaslonom zmanjšuje bleščanje virov okoliške svetlobe in tako skrbi za izboljšanje kontrasta in barv, hkrati pa skrbi za prikaz najlepših slik s temnejšim senčenjem.

## Primeri uporabe ukrivljenih zaslonov
Za boljši učinek resničnosti in zmanjšanje popačenja vzdolž zunanjih robov okvirja je mogoče uporabiti več monitorjev z ukrivljenimi zasloni in jih namestiti tako, da so kot celota ukrivljeni proti gledalčevim očem.
Monitorji z razmerjem stranic 21:9 so bilo razvito za prikaz čim večje količine informacij na enem samem zaslonu, vendar so se zaradi izjemne širine zaslona pojavila močna popačenja na levem in desnem robu zaslona. Zaradi tega so bili naknadno razviti monitorji z ukrivljenimi zasloni z razmerjem stranic 21:9, ki so odpravili to težavo in gledalcu omogočili širokokotno izkušnjo gledanja brez popačenj.
Ukrivljena platna so izjemno popularna tudi v kinodvoranah IMAX in običajnih kinodvoranah, saj omogočajo reprodukcijo naravnih izrazov in občinstvo še bolj povlečejo v samo dogajanje. IMAX pomeni Image Maximum in se nanaša na neverjetno visoko ločljivost posnetkov ter obliko zapisa, ki jo je ustvarila družba IMAX Corporation. Standardno platno IMAX je široko 22 m in visoko 16 m, vendar obstajajo platna, ki so še večja. IMAX je najbolj razširjeno platno velikega formata, posebej razvito za kinematografijo.

## Prihodnost ukrivljenih zaslonov

### Ukrivljen zaslon 21:9
Dandanes so na potrošniškem trgu najbolj razširjeni televizorji z razmerjem stranic 16:9, vendar so se že začeli pojavljati televizorji z razmerjem 21:9. Največ filmov je v kinematografih prikazano v razmerju CinemaScope (2,35:1), zato je na običajnem televizorskem zaslonu z razmerjem stranic 16:9 slika prikazana s črnima trakovoma na vrhu in dnu zaslona. Razmerje stranic 21:9 (2,33:1) po drugi strani omogoča boljši prikaz prvotnega razmerja filmov za kinematografe in prikaz teh v celoti. Rezultat so prijetnejše izkušnje pri gledanju, zato vedno več proizvajalcev televizorjev stavi na televizorje, osebne računalnike in monitorje s tem razmerjem.
Težava s ploskimi zasloni z razmerjem 21:9 je ta, da povzroča taka izjemna širina zaslona, kljub prvotnemu namenu zasnove, močna popačenja na levem in desnem robu zaslona, zaradi česar je izkušnja pri gledanju slabša. Ukrivljeni zasloni z razmerjem 21:9 zmanjšujejo takšna popačenja in omogočajo gledalcem, da se povsem potopijo v prizor. Zaradi tega bo na trgu moč opaziti vedno več izdelkov z ukrivljenimi zasloni in razmerjem 21:9.

### Navznoter in navzven ukrivljeni zasloni
Možne različne vrste uporabe ukrivljenih zaslonov bodo predvidoma spodbudile močno povečano povpraševanje po navzven ali navznoter ukrivljenih zaslonih. Navzven ukrivljene zaslone je mogoče na primer uporabljati kot informacijske table, ki jih je mogoče namestiti na več različnih načinov na več različnih mest, na katerih bi bili bolj vidni.

### Bolj realistične igre
Resničnost prikazane slike je še pomembnejša pri igranju videoiger. Splošno sprejet pristop igričarjev po vsem svetu je uporaba več medsebojno povezanih zaslonov v eni celoti, ki omogoča bolj realistično in pristno igričarsko izkušnjo. Pri takšni postavitvi pa okvirji zaslonov presekajo sklop in tako onemogočajo popolno resničnost izkušnje. Veliki ukrivljeni zasloni z visoko ločljivostjo po drugi strani omogočajo edinstveno realistično in pristno igričarsko okolje brez motečih okvirjev.